# Историја Дубровника
Историја Дубровника обухвата време од раног неолита до данас. Током старог века, овде се налазио мањи антички лучки град, током средњег века град је био центар једне делимично независне републике, да би крајем новог века постао духовно и културно седиште католичких Срба на јадранском приморју. Данас је то један од најзначајнијих културних и туристичких центара југоисточне Европе и најјужнији град Републике Хрватске.
Кроз своју прошлост био је стециште и поприште судара многих светских струјања и интереса. Због скученог простора његови бродови су се отискивали широм света, а трговачки каравани су продирале далеко у његову позадину. Стално окружен јачима од себе, град је подигао чврсте бедеме ради своје одбране, али у својој одбрани много више се користио дипломатијом него војном силом.

## Најранија историја града

### У залеђини Епидаура
Источни Јадран био је насељен још почетком неолита, а најближа околина Дубровника, укључујући и саме литице Рагузе, биле су насељене током бронзаног и гвозденог доба.
Током старог века, центар регије се налазио у данашњем Цавтату. Пре  и IV века п. н. е., ширу регију око данашњег Дубровника и Цавтата су насељавала илирска племена Плерејаца и Ардијејаца, да би који век касније овде настала грчка колонија. Године 228. п. н. е. ова колонија долази под власт Римљана, која се 47. године п. н. е. помиње под романизованим илирским именом Епидаур („место иза шуме” или „брег/брдо”, лат. Epidaurus). Данас, Цавтат има сачуване бројне споменике римске културе, као што су: позориште, римска гробља, градске зидине, акведукт, остаци неколико палата од којих је најпознатија вила Банац, у којој је тренутно налази седиште модерне општине Конавле.
У време Римског царства, у околини Епидаура су се налазиле војна утврђења, а једно од њих је било смештено на литици Срђ, (брдо изнад модерног Дубровника). Рагуза је такође, била место одређене важности за Римљане и народе пре њих. Археолошки налази на Локруму сежу у — VI век п. н. е. Подручје града Епидаура је примило хришћанство средином  века, док је подручје данашњег Дубровника покрштено током V века. Докази за то је хришћанско гробље у Сланоме, близу Дубровника.
Током  и  века, на простор Балкана проваљују германска племена Гота, затим варварски Хуни Иза ових задњих, на Балкану остаје пустош, а у њиховим походима страдају многи романски градови у Далмацији, између осталог и Епидаур.

### Оснивање Дубровника
Оснивање Дубровника пада у време када се на опустошеним балканским подручјима још нису била стишала превирања настала провалом освајача са истока, Гота, Хуна и Авара. Остаци романског становништва тада се повлачи у далматинске приморске градове да би под заштитом Византије очували себе и своје муниципалне традиције. У њиховом залеђу се насељавају прва словенска племена која се организују у своје племенске савезе. Стара традиција, коју средином  века спомиње византијски цар Константин Порфирогенит, каже да су Дубровник основале избеглице из порушеног римског града Епидаура пошто су га почетком  века уништили Авари и Словени.
Након разарања Епидаура, почетком VII века, у подножје већ постојећег утврђења стижу романске избеглице које оснивају нови град, а у њиховом залеђу насељавају се српска племена Захумљани, Травуњани и Конављани. Временом, ова српска племена насељавају и обалу, а уз тај избеглички град оснивају и своје насеље које по дубокој храстовој шуми називају Дубрава. С друге стране, романско становништво своје насеље назива по литици (лат. Laus), које ће низом фонетских промена касније добити италијанско име Рагузијум / Рагуза (итал. Ragusium / Ragusa), које је први пут поменуо анонимни космограф из Равене око 667. године. О овим избеглицама из Епидаура нема много података. Зна се да су се придошлице чврсто оградили у дрвеним кућама и зидинама и тако ту започели нови живот.
Овај малени романски „каструм” у потпуности је био окружен словенским (српским) досељеницима. Уски мочварни канал који се налазио на месту данашњег Страдуна (Плаце), а који је делио литицу од копна и уједно ова два насеља, насут је током  и  века, а комплетно насељено подручје опасано је зидинама. Овим је град уједињен.

### Византијска власт
Од свог оснивања, па све до  века, Дубровник је улазио у састав византијске теме Далмација. Међутим, без обзира на романску властелу, српска већина је асимиловала малобројну романску заједницу, па је за град превагнуло српско име Дубровник (насупрот романском Рагуза). Град се први пут у историји под овим именом спомиње око 850. године, када га је оштетила силна олуја с мора, јер по својој прилици с морске стране није био опасан зидом. Неколико година касније 867, град је био заштићен с те стране, јер су га узалуд опседале сараценске лађе.
Дубровник је засигурно (најкасније) до 924. године имао свога бискупа, што доказује, да је у то време већ био признат као град, те тим имао некакву своју аутономну управу. Године 972, Дубровчани одбијају напад Млечана, а тад настаје и легенда о појављивању Светог Влаха у чију част ће одржавати фестивале, а његов лик ће красити дубровачку заставу.
Године 992, град је спалио самопрокламовани бугарски (македонски) цар Самуило. Након тога, град се обнавља и 999. постаје седиште надбискупије и митрополије. Тако 1000. године, кад је млетачки дужд Петар Орсеоло узео под своју власт византијске градове у северној Далмацији, да их одбрани од Хрвата, те својом флотом допловио до Корчуле, тамо су му изашли у сусрет дубровачки грађани са надбискупом на челу, да му се поклоне. Али тога пута Млечићи не заузеше Дубровник, већ он остаде под управом византијском.
Почетком  века, дубровачке лађе биле су препознатљиве широм Средоземља, а Дубровчани познати као вешти морепловци и трговци. Од 1028. до 1034. дубровачке лађе биле су у византијској флоти на грчким обалама и бориле су се против Арапа. Крајем XI века Дубровник је прешао под власт јужноиталских Нормана, те су дубровачке лађе од 1081. до 1085. ратовале у норманској флоти. Међутим, Дубровник се убрзо опет вратио под византијску власт.
Године 1153, арапски географ Идриси прича за Дубровчане, да су вешти ратници, да имају много бродова и да надалеко плове. Свакако, у то време Дубровник је већ био познат као трговачки град, јер је од 1169, кад је склопио први (сачувани) трговачки уговор с италијанским градом Пизом, почео склапати уговоре и с разним градовима у Италији. При крају тога века најпре га, за време рата Византије против Млетака, 1171. привремено освајају Млечани, а за време немира, који су избили у Византији након смрти цара Манојла I опет се заклонио под заштиту напуљских норманских краљева (1185—1192). Рашки жупан Стефан Немања и брат му хумски кнез Мирослав, након добијања Котора нападају и нормански Дубровник 1185. године. Годину дана касније, Дубровчани, као аутономна општина, признају вазалство и према Србији и њеном владару плаћају „српски данак”. Године 1189, Дубровник је склопио и чувени трговачки уговор са босанским баном Кулином. Тај споразум се дуго сматрао првим документом у коме се становници овог града називају Дубровчани, док се повеља Стефана Немање из 1215. сматрала за документ са првим помињањем имена Дубровник.

### Млетачка власт и вазалство Србији
Након пада Цариграда 1204. године, у руке крсташа, Дубровчани су били принуђени да од 1205. признају врховну власт Венеције, под чијом влашћу остају све до 1358. године. За ово време, Дубровчани дижу три безуспешне буне, али се млетачке власти нису успели ослободити. Ипак, град је задржао потпуну аутономију, јер су млетачки господари дозволили да локална властела и становништво бира Велико (лат. Consilium maius) и Мало веће (лат. Consilium minus), које је уз кнеза, имало још 11 чланова и вршило наредбе издане од Већа умољених (лат. Consilium rogatorum). Дубровник је самостално бирао и све друге своје чиновнике, бана, кнежева заменика, а сам је уређивао и своје односе са суседима против којих је и сам на своју руку ратовао.
Ипак, притиснути суседном Србијом, Дубровник је 1268. пристао на прецизирање српског данка у износа од 2000 перпера на дан Светог Димитрија — Митровдан, чиме је дошао и под вазалство Србије. На челу Дубровачке управе био је и даље кнез, али га је слала млетачка влада и то, на две године. Она је одређивала и надбискупа. У млетачким ратовима град би учествовао са неколико оружаних лађа. Оваква комуна је 1272. године добила и свој статут, збирку одредби јавног и приватног права, што је дотад важило, чиме је означен почетак кодификације дубровачког права. Статут је касније допуњаван у XIV и XV веку.
Године 1295, у Дубровнику се десио велики пожар, који је уништио цело предграђе Дубраву и велики део града Рагузум (Ragusium). Због тога, оба насеља су се спојила у једно и више се нису смеле градити дрвене куће.
За ово време, Дубровник се већ истиче као богат трговачки град, који своје лађе шаље и у Египат и Црно Море, а своје трговце по целој западној половини Балканског полуострва, нарочито по осталим српским земљама, тадашњој Босни и Србији, где су у својим рукама имали готово сву трговину, а касније и тамошње руднике сребра. У ово доба Дубровник је знатно проширио и своје границе: 1272. самовољно му се покорило острво Ластово, а 1333. српски краљ (касније цар) Душан, у знак наклоности, даровао му је град Стон, полуострво Пељешац и острво Мљет, Душан је Дубровчанима дао и приморје од Стона до Затона, али су ову земљу касније оспорили босански владари, који су је заузели након распада Српског царства, па су је Дубровчанима предали тек 1399. године.
Уопште, Дубровник је због граница и своје трговине имао доста неприлика. Од 1252. до 1253. ратовао је с краљем Урошем I (а то је први рат, што се зна, да је Дубровник на копну и на своју руку водио). Ратовао је двапут с краљем Милутином (1301. и 1317—1318). С друге стране, цар Душан је био велики пријатељ Дубровника, па је град посетио 1331, а 1350. у Дубровник долази заједно са царицом и сином Урошем. Граду је био наклоњен и цар Урош V, који му је 1357. даровао нешто земље над самим градом. Правдајући постојање српског данка, хрватски историчари ће током  века наћи у плаћању ренте за ову добијену земљу од српских владара, занемарујући чињеницу да је данак и раније исплаћиван.

## Живот у средњовековном Дубровнику

### Демографија средњег века
Неки историчари сматрају да се број становника града са предграђима у —  веку, кретао између 5.000 и 10.000, док је ван зидина живело преко 20.000 људи, што значи да је укупан број премашивао 30.000 становника. Пораст становништва у самом граду и околини нарушила је епидемија куге која се у Дубровнику јавила 1348. године, а чије су се последице осјећале још годинама касније.
Становништво Дубровника у овом периоду било је шаролико и у етничком и у економском смислу. Основна подела била је на: богату романизовану властелу — патриције (лат. nobiles cives); бројно градско становништво на пословима: занатлија, трговаца, војника, бродске посаде и писара — пучане; те сељаке и кметове који су радили за властелу. Већину пучана и кметова чинили су потомци српских Дубравана (оснивача Дубраве), као и словенизирани Рагужани.
Процес словенизације дубровачких Романа отпочео је рано и проводио се постепено. Већ у XIII веку чак и код властеле, је упечатљиво много словенских личних имена, а међу властелом и по неколико породичних (Болеславићи, Гојиславићи, Срећићи, Чријевићи). То доказује да се мала романска оаза није могла отети асимилацији компактне словенске околине, из које су долазиле и неке богатије породице, а које су примане чак и у ексклузивно коло старе дубровачке господе — патриције. Ипак, све до  века, породични језик код властеле, је био стари далматски језик.
Властела се дуго опирала овој словенизацији и утицају пучана, па су се покушавали затворити само за себе, како би очувала свој језик и културу. Последица тога била је одумирање властелинских породица, па су током XIII и XIV века морали попуштати и дозволили склапање бракова са пучанима, а током XV и  века замењен је и језик српским називајући га и linga seruiana, тако да су „још само неки старци” говорили старим далматским језиком.

### Унутрашње уређење
Мало се зна о унутрашњем уређењу Дубровника за време пре 1205. године. У почетку је Дубровник сигурно зависио од византијског стратега у Задру, али се не зна, да ли је било у њему каквих нижих византијских чиновника или византијске војске. У XII веку Дубровник је био аутономна општина, која је на своју руку склапала трговачке и мировне уговоре са италијанским општинама и суседним владарима, нарочито за време кратког норманског господства. Дубровником је управљао домаћи кнез (comes), а не краљев коморник (camerarius). Једина вазална дужност града је била, да у случају рата даје Норманима неколико ратних лађа, потпуно опремљених. Средином  века, дубровачка територија се донекле проширила и изван самог града, тако да је обухватала и Груж, те мала острва од Мркана, пред Цавтатом, до Шипана, па су Дубровчани морали плаћати данак суседним српским владарима и за своје винограде изван града.

### Економски извори
У борби за одржање Дубровник је морао савладати многе економске тешкоће. Ресурси на сопственој територији су били врло ограничени и недовољни. У стеновитом Дубровнику је увек недостајало хлеба, јер никад није било довољно обрадиве и обрађене земље и под оваквим условима поморство и трговина су били главни извори прихода. Дубровник је овом био упућен по целом географском простору и у најстаријим хроникама се бележи да је Дубровник живео „од мора” а да је Дубровачка лука постала главна извозна и увозна тачка балканске трговине и „врата Балкана”. Дубровник стално подиже своје поморство и своје трговинске везе. У свим саобраћајним чворовима Балкана се оснивају трговинске колоније Дубровчана, те им српски владари Рашке и Босне, а касније и Турци признају тим колонијама разне трговачке и личне повластице.
Дубровачко поморство се значајно развија, а највећи успоне бележи током XV и  века, када дубровачка морнарица броји око 200 бродова. Тада Дубровчани врше превоз и трговину по целом Средоземљу, од малоазијских и афричких обала на истоку до атлантских обала Фландрије, Енглеске и Низоземске на западу. Трговачке уговоре Дубровник склапа са великим силама, нарочито са Шпанијом, искључујући њихово супарништво и чувајући своју независност.

### Културни живот
Саобраћајним везама и трговачким односима Дубровник је био у сталном контакту са европским земљама, а посебно са италијанским лукама и градовима. На тај начин он прати живот и достигнућа у науци и уметности и брзо их прихвата. Организована је настава у основним школама, а високо образовање је било на значајном нивоу.
Било је доста Дубровчана који су се истицали у научним радовима. У  веку најпознатији је био Руђер Бошковић, математичар, физичар, атомиста, астроном, филозоф и надалеко познат по својим радовима која су објављивана у Паризу, Лондону, Риму, Бечу и другим градовима западне Европе.
Сви велики умови Дубровника су се поносили својим пореклом и радо су обављали и дипломатске односе свог града у другим градовима где би боравили. Дух ренесансе наишао је у Дубровнику на снажан одјек, дајући опсежно књижевно стваралаштво тог времена и у овом делу Европе.

### Дубровачка књижевност
Дубровачка књижевност обухвата целокупну књижевност створену на тлу Дубровачке републике, а многи сматрају да она досеже највише домете књижевности хуманизма и ренесансе међу Јужним Словенима.
Значајна дела Дубровчана писана су на латинском језику, али је значајнија књижевност она написана на српском народном језику која започиње у XV веку и продужава се све до пада Републике. Током XVI века Дубровник даје његове највеће епске песнике Марина Држића (1508—1567) и Ивана (Џива) Гундулића (1589—1638) који је почео са лирским песмама, а касније прешао на драму претежно митолошког садржаја. Главно му је дело еп „Осман” у 20 певања. Ово дело је једно од највећих у дубровачкој књижевности.
Дубровчани су се огледали и у другим гранама уметности, а највише у сликарству. У другој половини  века ту је био знатан број домаћих и страних сликара од којих су на нарочитом гласу били Никола Божидаревић и Михајло Хамзић. Формирана је и посебна Дубровачка сликарска школа чији се утицај шири и по дубровачком залеђу, а утицај допире и до јужне Италије. Највећи део њиховог стваралаштва уништен је за време земљотреса и пожара који су касније погодили град, али су нека дела сачувана у црквеним зградама града и околине. Оваква многостраност у интензивном културном стварању оставила је дубоке трагове што је утицало на историјску улогу Дубровника као истакнутог жаришта културе и цивилизације у овом делу света.

## Дубровачка република
Успоном српских кнежевина Хума (Захумља), Травуније, Рашке, те Дукље и Босне, Дубровник постаје град-република и најзначајнији трговачки центар на источном Јадрану. Након пораза Млечана од стране Угарске 1358. град се развија у самосталну републику, која ће постојати све до 1808. године.

### Угарска власт
Рат између Угарске краљевине и Млетачке републике окончан је почетком 1358. године склапањем Задарског мира по коме су Млечани морали уступити Угарској своје поседе на источној обали Јадранског мора, од Кварнера на северу до Драча на југу, укључујући и Дубровник. Односи између Дубровчана и угарског краља Лудовига I регулисани су Вишеградским уговором од 27. маја 1358. године по коме су Дубровчани преузели обавезу да угарској круни плаћају годишњи данак (500 дуката) те да у свечане дане истичу угарску заставу (отуд је и настао данашњи грб Дубровника). У случају рата морали су помагати угарског краља на мору, док се Угарска у њихове унутрашње послове није мешала. Пошто је угарски краљ носио и тутулу краља Далмације, истим Вишеградским уговором дефинисано је да Дубровник, који се налазио у историјској Далмацији, ступа под окриље угарске круне управо као део Далмације (лат. civitatem Ragusii in regno nostro Dalmacie), а не Хрватске.
Тако Дубровник поред српског вазалства, прихвата и угарско, под којим ће бити све до угарске пропасти 1526. године. И поред вазалних обавеза, град је био скоро потпуно независан, те је у то време и проживео своје, у економском погледу, најсјајније доба, када су његови агилни трговци у знатној мери посредовали при трговачком саобраћају између источне и западне Европе. У то време Дубровник је добио свој садашњи изглед, јер су тада већим делом подигнути градски бедеми и неке знаменитије зграде (кнежевски двор, кула Минчета, фрањевачки и доминикански самостан итд.), а 1438. доведена је вода са Шумета.
Али, за то време Дубровник је имао, са својим непосредним суседима, више неприлика неголи икад: 1359—1362. ратовао је с господаром Требиња, кнезом Војиславом и Которанима, а 1370—1371. са новим господаром Требиња, жупаном Николом Алтомановићем. Када је 1378. Краљевина Босна освојила Требиње и Конавле и тако постала једини његов сусед, Дубровник је настојао да прошири своје границе на ту страну. Године 1399, успео је да добије приморје од Стона до Затона, али је зато имао многе невоље због Конавала. Године 1391, купио их је, али их је добио тек 1419—1427, а онда је морао због њих и ратовати, 1430—1432. против босанског војводе Радослава Павловића, а 1451—1454. и са херцегом Стефаном Вукчићем Косачом. То су били последњи ратови, које је Дубровник уопште водио. Турци су 1466. године освојили Херцеговину, али су застали пред дубровачким границама, јер су Дубровчани већ били себи осигурали заштиту турских султана. Приликом самог краја угарског доба Дубровник су задесиле две велике несреће: 1520. врло јак земљотрес, а 1527. нова велика куга.

### Вазалство према Османлијама
У унутрашњем уређењу настала је промена у толико, што је млетачког кнеза заменио домаћи. Њега су, после кратког времена, бирали сваког месеца, а имао је исто тако малу власт, као и у млетачко доба. После Косовске битке Дубровник је ступио у односе с Турцима, те је 1397. добио ферман султана Бајазита, да сме слободно трговати по целом Османском царству. После пада Србије 1459. Дубровник се обавезао, да ће српски данак плаћати турском султану, као наследнику ове бивше царевине. Заузврат, Османлије Дубровчанима такође гарантују слободу трговања по целом Османском царству. Тај данак (харач) у почетку износио 1.500 златних дуката, да би временом био подигнут до 15.000 дуката, али је 1481. сведен на 12.500, те је тако остало све до Српског устанка 1804, када су Дубровчани посљедњи пут платили харач Истанбулу. То је била једина реална веза између Дубровника и турске царевине и ако се после угарске пропасти од 1526. сматрало да је Дубровник под заштитом и врховном влашћу (вазалством) Турске. Ово вазалство је дефинитивно укинуто Бечким конгресом 1815. године.
У свему другом Дубровник је био независан. Град је могао ући у односе са било којом државом, а бродови Дубровника пловили су под дубровачком заставом. Османлије Дубровачкој републици дају посебна права у трговању, што дубровачку трговину још више веже у Османско царство. Дубровник је део јадранске трговине предао у власт Османског царства, а трговци из Дубровника плаћали су одређени порез у лукама. Дубровачки трговци су такође снабдевали османске колоније, а имали су и своје колоније (у Цариграду, Солуну, Једрену (Дринопоље), Београду, Призрену, Софији, Букурешту, Сарајеву, те Венецији, Анкони (Јакин), Фиренци, Сиракузи, Месини, Палерму, Александрији и Каиру), што им је давало посебне привилегије у царству. Дубровачки трговачки бродови могли су слободно упловити у Црно море, што је било забрањено свим неосманским бродовима. Плаћали су неке обавезе мање од других трговаца, а Дубровник је истовремено уживао османску дипломатску подршку у трговини са Млечанима.
За готово 300 година које је Дубровник био под турском врховном влашћу, он је понајвише живео у миру, вешто одржавајући неутралност у ратовима између Турака и хришћана. Али је опет био у великој опасности за време Великог бечког рата 1683—1699, јер је Млетачка република, дубровачки конкурент и непријатељ, била са свих страна опколила његово подручје, као што су 1602—1606. помагали устанак на острву Ластову. Зато се Дубровник 1684. вратио под врховну власт немачког цара као и угарског краља, а у Карловачком миру 1699. постигао је, да га са севера и с југа уски комад турске земље одели од млетачког подручја. Посљедња већа опасност за град из овог времена запретила је 1711, када су Црногорци, као савезници руског цара Петра Великог, провалили у Конавле, за време Првог руско-турског рата 1768—1774. због једне руске лађе, коју је Дубровник, као савезник Турака запленио у Ђенови. Дошло је готово до рата између Русије и Дубровника. Сукоб се завршио 1775. „миром у Ливорну”.
Под турском заштитом Дубровник је стално развијао своју трговину, а њихови поклисари су поклонима и данком, куповали додатне привилегије. Извор свога богаћена био је у чињеници да су само дубровачки трговци могли да се слободно крећу по унутрашњости Османског царства. Град ускоро осетио последице открића Америке и нових трговачких поморских путева око Африке, који су мало помало превагу у трговини преносили с обала Средоземног мора на обале Атлантског океана. Политичко и економско пропадање Турске током XVII века донело је такође, назадовање дубровачке трговине по Турској. Тако је Дубровник већ прешао најјачу фазу свога економскога напретка, кад се 6. априла 1667. године, десио велики земљотрес, који га је напола порушио, упропастио неколико хиљада људи у њему и нанео му велику материјалну штету.
После земљотреса, стање у граду је постало толико очајно, да град није могао ни да плаћа годишњи харач Порти, па му је зато 1678. запретила велика опасност од Турака. Град се ипак спасао, захваљујући највише држању новог дубровачког поклисара Николице Бунића. Због погибије многе властеле за време земљотреса, примљено је онда међу властелу и 10 угледнијих грађанских породица, али и то је био један од узрока унутрашњег пропадања, јер су настала трвења међу старом и новом властелом.

### Крај републике
Политичка превирања која су захватила Европу у време Наполеонових ратова утицала су и на друштвене прилике у Дубровнику. Услед слома Млетачке републике, дотадашња Млетачка Далмација и суседна Бока которска потпале су 1797. године под власт Хабзбуршке монархије. Иако је Дубровачка република успела да очува своју самоуправу, у самом Дубровнику је дошло до продубљивања политичких супротности између властеле и грађанства, које је тежило ка реформи друштвених односа.
До погоршања општих прилика дошло је током пролећа 1806. године, услед француског запоседања аустријске Далмације и руског искрцавања у Боки которској. Тиме се Дубровачка република нашла између две велике, међусобно зараћене силе, које су тежиле да овладају и самим градом Дубровником као стратешки важном тачком на источној обали Јадранског мора. Француске трупе на челу са генералом Жаком Лористоном запоселе су 27. маја 1806. године Дубровник, прекршивши задато обећање да ће неутралност Дубровачке републике бити поштована. Тиме је започео период француске окупације, али сама Друбровачка република није укинута.
За време ратних дејстава током 1806. године, град и околина су тешко пострадали услед сукоба француске војске са руским, црногорским и херцеговачким јединицама. Тек када је у град пристигао генерал Огист Мармон, француске трупе су успеле да потисну руске и српске снаге даље од града. У исто време, Французи су граду наметнули режим реквизиције и контрибуције.
Режим окупације потрајао је све до почетка 1808. године, када генерал Мармон 31. јануара мимо знања Наполеона, али уз његово накнадно одобрење, декретом распустио Веће умољених, Мало и Велико веће и тиме укинуо Дубровачку републику, чија је територија анектирана и укључена у састав наполеонске Краљевине Италије, а недуго потом је 1809. године прикључена француским Илирским провинцијама.
Када су Британци заузели дубровачка острва и Цавтат, део дубровачке властеле се побунио у Конавлима и 15. новембра 1813. године у Цавтату истакао дубровачку заставу, након чега је по приспеђу аустријских трупа уследила опсада града. Француски гарнизон у Дубровнику предао се 28. јануара 1814. године. Дубровачки прваци су покушали да обнове републику али без успеха, пошто су се томе супротставили Аустријанци под командом генерала Тодора Милутиновића, који је имао наређење да у граду успостави власт Аустријског царства, што је озваничено 1815. године на Бечком конгресу.

## Дубровник у Аустријском царству
Након пораза Наполеонове Француске, одлуком Бечког конгреса 1815. године, територија некадашње Дубровачке републике је припојена Аустријском царству. У саставу ове царевине Дубровник са околином остаје све до њеног распада 1918. године.
Након припајања Аустријском царству, Дубровник је стављен под управу аустријске Краљевине Далмације, а у граду је поново уведен италијански као службени језик. Током овог периода, деловање Илирског покрета, Људевита Гаја од 1835. године, а касније и либерализма 1848. године у Дубровнику су наишли на јак одзив. Под овим утицајима, током 1860—1861. у граду су одржане и прве демонстрације подршке уједињењу Далмације са Хрватском и Славонијом. Крајем  века утицај илирског покрета је ослабљен, а до изражаја долазе економски проблеми. Далмација тада важи за једну од најзаосталијих провинција Аустријске царевине, јер практично у њој није било индустрије.

### Српски католички покрети
Ипак, најзначајнији покрет у граду је настао оживљавањем културно-политичких покрета католичких Срба, које предводе српски католици Медо Пуцић, Матија Бан, Иван Стојановић, Иван Аугуст Казначић, те Нико Пуцић, Вид Вукасовић Вулетић, Перо Будмани, Балтазар Богишић, Милан Решетар, Петар Колендић, Луко Зоре и други, а који се отворено залажу за тешње везе Дубровника са Кнежевином Србијом. Након Револуције 1848. године, бојећи се нарастајућег српског национализма на овим просторима, Аустроугарска подстиче хрватску националну идеологију у Дубровнику. Након Берлинског конгреса, 1878. године и окупације Босне и Херцеговине од стране Аустроугарске, подстицање хрватске националне идеологије се преноси и на тамошње католике, што доводи до првих сукоба између две групе националиста и у овом граду.
Дубровник је међу далматинским градовима био први, у коме је 1867. Српска (народна) странка добила општину, а већ 1890. Српска странка потпомогнута аутономашким странкама односи победу у Дубровнику и владају градом све до избијања Првог светског рата.
Дана 1. августа 1909. године у Дубровнику се оснива Матица српска (дубровачка). После Матице српске, која је основана у Пешти 16. фебруара 1826. године, ово је најстарија књижевна, културна и научна институција српског народа. Потреба националне хомогенизације, просвјећивања Срба у Дубровнику, као и издавања књига дубровачких писаца, били су основни разлози за формирање оваквог Друштва. Књижевно и културно друштво одиграло је огромну улогу у процвату науке и културе Срба обе вероисповести у Дубровнику.
Покрети католичких Срба, били су подједнако на мети и аустријског двора и хрватских хегемониста. Најчешћи начин напада био је кроз католички клер. Врхунац ове нетрпељивости десио се 16. јула 1914, када су похапшени сви виђенији челници покрета са Ивом Војновићем на челу, а већ 18. јула хрватски хулигани су демолирали све српско у граду: православну цркву, школе, задруге, друштва, станове, као и седишта скороосноване Матице српске и Дом „Душан Силни”.

### Модернизација града
Занимљив податак из овог периода јесте да је град све до краја  века био неосветљен. У граду је до 1870. године постојало свега 45 лампиона. Након ове године, број лампиона се повећао на 150, а уместо уља се, као гориво, користио петролеј. И поред повећаног броја тих расветних тела постављених на камене и гвоздене стубове, расвета је била и оскудна и краткотрајна, па је већ 1895. Франо Гундулић (Гондола), тадашњи општински начелник, донео одлуку о увођењу електричне расвете. Дана 1. јуна 1901. на Страдуну је засијала прва електрична сијалица.
Модернизација града у том периоду се огледа и у пуштању првог електричног трамваја у саобраћај 22. децембра 1910, који ће бити у функцији све до 1970. године.

### Демографијавека
Према попису становништва који је Аустроугарска обавила на простору општине Дубровник, на дан 31. децембар 1890. године Дубровачка општина је обухватала територију величине 36х26 km² и имала је 11.177 становника од чега је њих 9.713 (или 86,9%) говорило српским језиком.
Према матерњем језику:
| Одломак     | Српски | Италиј. | Словен. | Руски | Чешки | Пољски | Немачки | Мађар. |
| ----------- | ------ | ------- | ------- | ----- | ----- | ------ | ------- | ------ |
| Дубровник   | 5.823  | 677     | 19      | —     | 48    | 6      | 263     | 384    |
| Груж-Лапад  | 1.028  | 26      | —       | 2     | 4     | —      | 22      | —      |
| Бргат Горњи | 222    | —       | —       | —     | —     | —      | —       | —      |
| Бргат Доњи  | 230    | —       | —       | —     | —     | —      | —       | —      |
| Грбавац     | 195    | —       | —       | —     | —     | —      | —       | —      |
| Мартиновићи | 207    | —       | —       | —     | —     | —      | —       | —      |
| Макоше      | 254    | —       | —       | —     | —     | —      | —       | —      |
| Буићи       | 235    | —       | —       | —     | —     | —      | —       | —      |
| Петрача     | 186    | —       | —       | —     | —     | —      | —       | —      |
| Челопеци    | 211    | —       | —       | —     | —     | —      | —       | —      |
| Чибача      | 261    | 12      | —       | —     | —     | —      | —       | —      |
| Брашина     | 284    | 1       | —       | —     | —     | —      | —       | —      |
| Завреље     | 253    | —       | —       | —     | —     | —      | —       | —      |
| Солине      | 132    | —       | —       | —     | —     | —      | —       | —      |
| Плат        | 200    | —       | —       | —     | —     | —      | —       | —      |
| Укупно      | 9.713  | 716     | 19      | 2     | 52    | 6      | 285     | 384    |

Како је тад забележио Натко Нодило: „у Дубровнику, ако и не од првог почетка, а оно од памтивијека, говорило се српски, говорило - како од пучана, тако од властеле, како код куће, тако у јавном животу и у опћини, а српски је био и расправни језик.”

## Дубровник у Југославији

### Ослобођење
На 29. октобар 1918. Хрватски сабор је раскинуо све државно-правне везе између „краљевине Хрватске, Славоније и Далмације с једне стране и краљевине Угарске и царевине Аустрије с друге стране” и пренео власт на Народно вијеће Словенаца, Хрвата и Срба у Загребу. Истог дана у Дубровнику је основан Мјесни одбор Народног вијећа за чијег председника је изабран Перо Чингрија (29. октобар 1918). Прогласом од 2. новембра Одбор је позвао грађане „да се сутра у 11 сати изјутра свечано сакупе пред опћином да искажемо љубав за свој троимени народ, занос за слободу златну и захвалност онима, који су нам је извојштили”.
На позив Мјесног одбора, одред српске војске под командом резервног капетана Милана Ђорђевића, сина Владана Ђорђевића, стигао је 13. новембра 1918. возом у железничку станицу у Гружу, где му је окупљен народ приредио свечан дочек. Увече истог дана војска је ушла у Дубровник, а председник дубровачке општине одржао говор, у ком је, како пише Стјепан Роца („Алманах Јадранске страже” за 1926), „изразио своје весеље и одушевљење што је послије толиких тежња и чекања (српска војска) побједоносно сишла на море”.
Након тога, Дубровник ће бити прикључен новоформираној југословенској држави у којој ће остати све до њеног распада 1991—1992. године. За све ово време, Дубровник је важио као најпознатије туристичко одредиште Југославије.

### Краљевина Југославија
За време Краљевине Југославије, Дубровник је припадао Зетској бановини, а владајућа Српска народна странка, коју су раније предводили Антун Пуљези, Антун Фабрис, Балдо Гради и др. (сви Срби католици), 1919. се сједињује са Народном радикалном странком, коју у Дубровнику води Стјепо Кобасица. Током овог периода, осим српског и хрватског националног покрета, међу дубровачким католици појављује се и југословенски, а у град досељавају многи православни Срби и католички Хрвати из Далмације, Херцеговине и Боке Которске. Такође, након Октобарске револуције, град постаје један од центара руске емиграције. Дешавају се и учестали националистички сукоби унутар католичких организација и католичког свештенства, а 1939. превагу односе хрватски хегемонисти, након чега вође просрпског католичког клера траже оснивање Српске католичке богословије у Бару. Исте године, Споразумом Цветковић-Мачек, установљена је нова јединица, Бановина Хрватска, а њој је прикључен и Дубровник. Експропријација за грађење пута Груж - Плоче 1940. је погодила прво православно гробље, на Посату.
Током Другог светског рата, острва Корчула, Ластово и Мљет, са Конавлима су прикључена фашистичкој Краљевини Италији, док је град Дубровник са Пељешцем био под контролом Независне Државе Хрватске. Усташке јединице, на челу са Ивом Ројницом, крећу са организованим убиствима и прогоном свега српског, подједнако и католичког и православног. Већина похапшених Срба своје животе је окончала у логору Јадовно код Госпића, а уследили су и стравични злочини над српским цивилима у Херцеговини. На ширем простору око Дубровника, значајно делује Дубровачка бригада Југословенске војске у отаџбини, састављена добрим делом од Срба католика.
Након италијанске капитулације 1943, те великих четничких и немачких губитака у међусобним сукобима око Требиња (током 1944), партизанске снаге користе повољан тренутак и крајем 1944. заузимају Требиње, а затим и Дубровник са околином. Уласком у град, партизанске власти врше одмазду над свим „сумњивим елементима” (проусташким, прочетнички и капиталистичким симпатизерима) и стрељају неколико стотина Дубровчана. Хапшења и стрељања „сумњивих елемената”, настављено је све до лета 1947. године.

### Социјалистичка Југославија
У социјалистичкој Југославији овај град постаје део Народне/Социјалистичке Републике Хрватске, а нове власти након 1945. досељавају неколико хиљада колониста из руралних делова западне Херцеговине како би „пролетизирале град”, јер је Дубровник важио за „буржујско легло”. Након Хрватског прољећа, ово досељавање постаје организованије и масовније, што значајно мења демографску слику општине. То изазива сукоб староседелаца и колониста, који постаје знатно видљивији почетком деведесетих године  века.
| Демографске промене у општини Дубровник (1857–2001). |
|                                                      |

Највећи таласи херцеговачких колониста (Хрвата) у Дубровник се бележе крајем тридесетих, четрдесетих и почетком седамдесетих година XX века. Многи демографи сматрају да је по попису из 1991, половина житеља општине Дубровник припадала потомцима ових колониста.
С друге стране, због прогона, број Срба се стално смањује. Најгори прогон Срба, обе вере, десио се за време Другог светског рата, када су се у страху за властиту егзистенцију, многи католички Срби декларисали као Хрвати.
Напокон, после рата и званично, пописне комисије Југославије добијају задатак да сви католици српско-хрватског порекла, без обзира на њихов национални став, буду пописани као Хрвати. Након овог, свака комбинација српске народности са католичком вером се сматрала ретроградном великосрпском политиком и била би кривично санкционисана (како тада, тако и данас). Због ових репресија, број дубровачких католичких Срба сведен је на занемарљив број у корист хрватских, југословенских или регионално изјашњених грађана.
Дубровник је у економском смислу, увек био наслоњен на море. Осим традиционалних економија: бродоградње, поморства и трговине, у Дубровачкој општини се развија и индустрија (Груж), као и неприкосновени туризам. Године 1979, десио се значајан догађај за културу Дубровника. Територија Старог града је укључена у списак места Светске баштине Унеска као град музеј и најзначајнија туристичка атракција у Југославији.
Године 1990, СР Хрватска мења назив у Република Хрватска, а следеће године проглашава и независност од Југославије. Федералне власти не признају ову одлуку и задржавају јединице Југословенске народне армије (ЈНА) на делу њене територије, укључујући и један део Дубровачке општине.

## Дубровник у последњем рату
Почетком деведесетих година са увођењем вишестраначког парламентаризма на простору Југославије, у Дубровнику се формирају нове политичке партије. Њихова идеологија је разнолика, од ултранационалистичког ХДЗ-а Фрање Туђмана, који са симпатијама гледа на усташки покрет и НДХ, до аутономашких и сепаратистичких идеја Покрета за Дубровачку републику који оживљавају идеје о Дубровачкој републици, налик на савремени Монако, Сан Марино или Хонгконг, одбацујући наметнуту хрватску националну идеологију.
На првим одржаним изборима у априлу 1990. године, странка ХДЗ, осваја 39% гласова у Дубровнику, али због компликоване и сумњиве изборне процедуре, у Сабор Републике Хрватске шаље 3 од 4 могућа заступника из овог града. Због ових изборних мањкавости, јавља се незадовољство код опозиције. На сличан начин, ова странка осваја власт у целој Хрватској.
Нове власти до децембра 1990. мењају устав, име и симболе републике, а до јануара 1991. успевају незаконито наоружати и део свога чланства (случај Шпегељ). У априлу 1991. власти су незаконито формирале главнину, а до маја и комплетну незакониту армију од 90.000 наоружаних припадника названу Збор народне гарде. Формирање, смотра и парадирање ове паравојске, било је пропраћено јавним тв преносом, чиме су власти Хрватске отворено показале своје ратне намере. Осим ЗНГ на простору Хрватске се оснивају и друге прохрватске и просрпске паравојне формације са по неколико хиљада припадника.

### Почетак сукоба
Како Дубровник пре рата није имао војних објеката (касарне), хрватске снаге су за ове потребе одлучиле користити неке хотеле у које ће касније смештати и део избеглица. Почетком маја, хрватска паравојска напада јединице ЈНА у суседној Босни и Херцеговини, у Мостару.
Одлуком председника Туђмана, 12. септембра 1991. Република Хрватска оснива Ратну морнарицу, а два дана касније ова паравојска напада и заробљава један јуришни брод Југословенске ратне морнарице (док је био на ремонту). Хрватска паравојска током 14. и 15. септембра организовано напада све касарне ЈНА на простору Хрватске, а од 16. септембра креће планирана блокада и лука ЈРМ. До 22. септембра, велики број ратних бродова и пловила је био у рукама хрватске паравојске. Крајем септембра ЈНА напушта најпре Корчулу, а затим и Вис.
Хрватски ЗНГ борбеним провокацијама, константно покушавају рат пренети и на простор Босне и Херцеговине и Црне Горе. Тако су јединице ЈНА 18. септембра 1991. нападнуте и у Посушју, 20. септембра у Ливну, а 1. октобра извршен је напад из села Равно према Требињу.
Два дана након тога ЈНА креће у противофанзиву из Требиња према овом селу, а југословенска влада доноси одлуку о општој мобилизацији. За неколико дана ЈНА из правца Требиња и Црне Горе, заузима Чилипе и Цавтат, а 24. октобра извршен је поморски десант на Купаре. Месец дана након тога, заузима и Мокошицу, предграђе Дубровника. Половином новембра, ЈРМ се повлачи са обала средње ка јужној Далмацији и ту у околини Дубровника ће остати све до почетка маја 1992. године. За то време ЈРМ ограничава сву пловидбу према граду, што ће касније бити названо блокада Дубровника.

### Дубровачко ратиште и блокада града
Након ове офанзиве, Сабор Хрватске и влада Словеније, проглашавају независност 8. октобра 1991. и траже међународно признање, као и повлачење ЈНА из ових република. Неке владе земаља западне Европе најављују признања, а медији ових земаља, извештавају „о варварском разарању града од стране ЈНА”, изостављајући запажањима посматрача УН-а, да су мета напада ЈНА углавном они хотели и објекти које хрватска паравојска користи као војне (кровови хотела, болница и других јавних установа, чак и оних у старом језгу града).
Због овакве медијске слике, владе многих земаља оптужују Србију и Црну Гору за рат у Хрватској и захтевају хитан прекид борби око Дубровника. Југословенска страна 23. новембра у Женеви, прихвата повлачење војске из касарни Хрватске, а војску северно од Дубровника премешта у требињску општину. Четири дана касније, Савет безбедности УН-а доноси одлуку о упућивању снага Унпрофора у Хрватску. Борбе се обнављају 6. децембра, када у граду страда 14 лица, након чега се поново успоставља примирје све до коначног повлачења ЈНА са овог подручја.

### Обнављање Дубровачке републике
Сукоб хрватских сепаратиста и југословенских федералиста покушали су искористити дубровачки аутономисти окупљени око Покрета за Дубровачку републику. Они су у томе видели добру прилику за обновљење своје републике, која би касније могла приступити некој новој Југославији.
Дубровачка република проглашена је 24. новембра 1991. у Цавтату, на скупу у хотелу „Кроација”. Скупу је присуствовао већи број грађана из Дубровника, Цавтата, Конавала, Млина и Купара. На овом скупу успостављено је привремено Мало вијеће Дубровачке републике као орган власти Републике. Вијеће је имало 12 чланова, међу којима су били Иво Ланг, Миро Братош, Мирко Вујачић, Блажо Злопаша, Угљеша Јовић и други, док је за првог председника владе (Малог вијећа) изабран јавни тужилац из Дубровника, Александар Ацо Аполонио.
Циљ Покрета за Дубровачку републику био је одвајање бивше Општине, а сада Дубровачке републике од Хрватске, међународна заштита и међународно признање будуће државе, те касније, њен улазак у састав неке нове, будуће југословенске федерације са другим републикама бивше СФРЈ које то желе. Било је и идеја о формирању прве бесцаринске зоне у јужној Европи.
Након проглашења Републике, очекивана подршка других федералних јединица бивше Југославије, па чак и Србије је изостала. Српска влада никад није давала никакве изјаве у прилог власти самопроглашене републике, нити је укључивала Дубровачку републику у своје политичке дискусије. Једина отворена подршка властима републике стигла је од Српске радикалне странке и њеног лидера Војислава Шешеља, као и од лидера Срба у Босни и Херцеговини Радована Караџића.
Деловање Малог вијећа на територијама дубровачке општине под контролом ЈНА било је симболично, јер је стварна полицијска и судска власт била у рукама југословенске војске. Ипак, значај деловања ових власти лежи у њиховом покушају нормализације цивилног живота на овим територијама.

### Дубровник (1992—данас)
На иницијативу Немачке, европске земље признају Хрватску и Словенију 15. јануара 1992. године. Почетком априла, ЈНА креће са повлачењем свих својих јединица са Дубровачког ратишта. Са овим повлачењем, распушта се и Мало вијеће, чиме се самопроглашена Република фактички гаси. Заједно са војском из овог подручја се повлачи и неколико хиљада избеглица, махом симпатизера Републике.
Приликом повлачења војске кроз Херцеговину, колона је нападнута на више места. У Мостару је 7. априла изведен терористички напад, након чега се рат распламсава и у овој регији. Средином маја, ЈНА се комплетно повлачи и из БиХ. Са повлачењем ЈНА, војне снаге Републике Хрватске под командом генерала Јанка Бобетка, 7. јуна 1992. године покрећу војну агресију на суседну Босну и Херцеговину, под кодним називом Операција Шакал (хрв. Operacija Čagalj). Након ове успешне офанзиве, Хрватска војска наставља агресију, те крајем октобра, из дубровачке општине изводи још једну офанзиву (Операција Влаштица) у правцу Требиња.
Заинтересованост страних медија за ратна дешавања око Дубровника, овај пут су изостала, као и за дешавања која су уследила. Како странка ХДЗ никад није скривала своје симпатије према НДХ, тако је влада Хрватске током деведесетих, рехабилитовала усташе, а многи бивши усташки команданти, укључујући и највише ратне злочинце, председник Туђман је одликовао највишим државним ордењем.
Један од њих био је и озлоглашени ратни злочинац и вођа дубровачких усташа Иво Ројница, који се након 1945, иако на смрт осуђен због ратних злочина, скрасио у Аргентини. Председник Туђман је септембра 1993. именовао Ројницу за амбасадора у Аргентини. Годину дана касније га је лишио те дужности, али га је одликовао орденом кнеза Бранимира.
Маја 2002. године на периферији Дубровника отворен је мост који носи назив по контроверзном председнику Хрватске — Мост Фрање Туђмана. Током прве деценије  века у Дубровнику поново оживљавају аутономистичке идеје, како истичу „због нарастајућег хрватског шовинизма, као и због економског назадовања града”. У граду и жупанији (која покрива предратну дубровачку општину) делује неколико странака које се залажу за ове идеје, а подршку имају и од избеглих симпатизера за обнављање републике.